# Klooster Aartsengelen

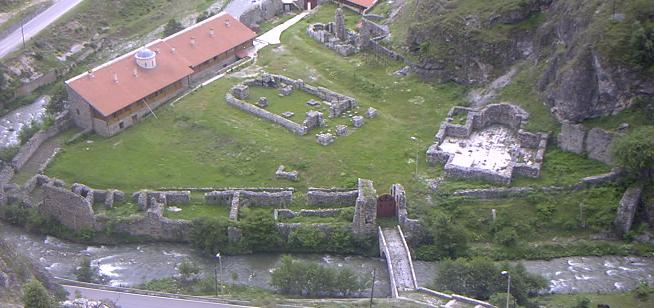
Klooster Aartsengelen

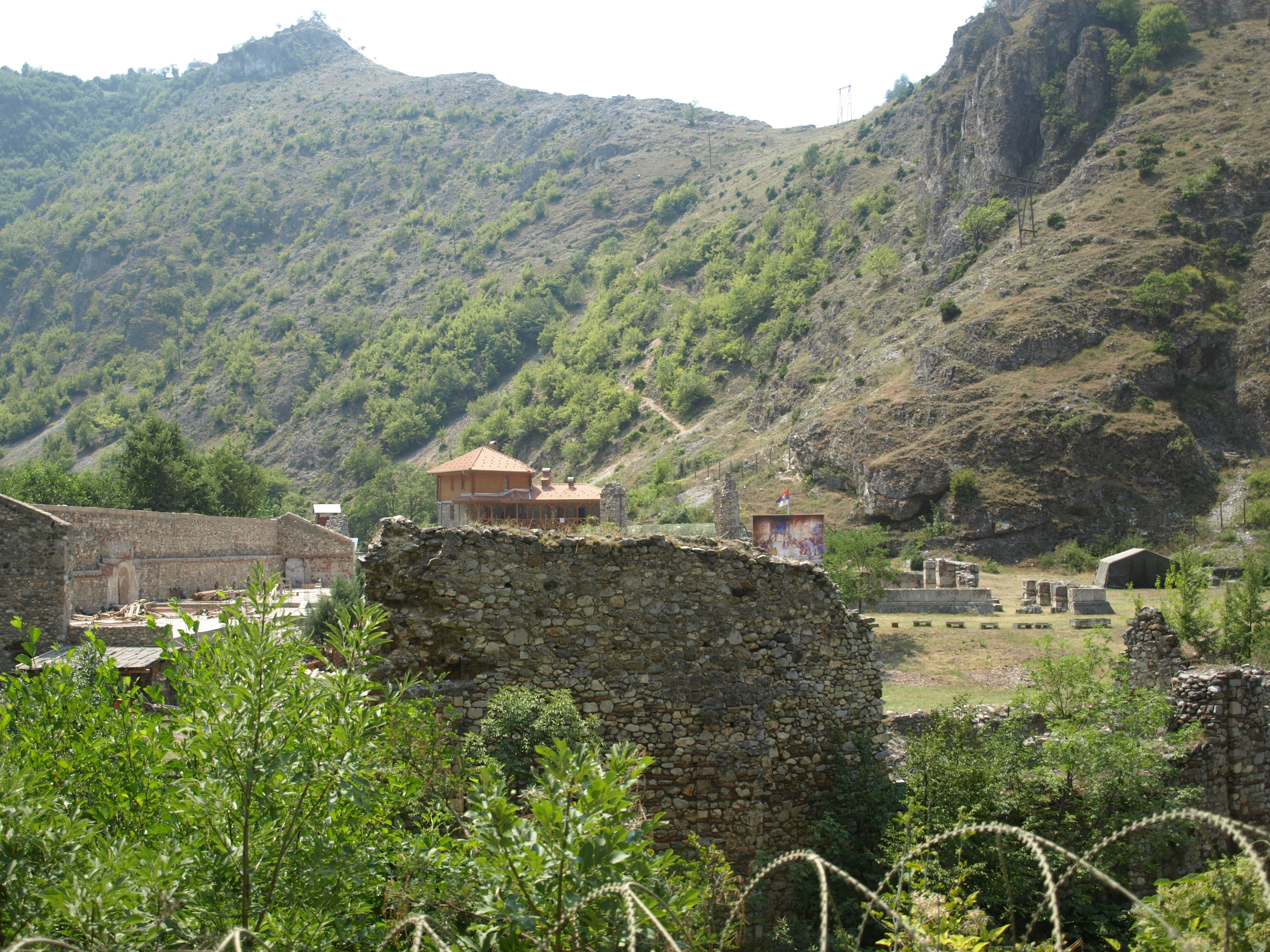
Locatie van het klooster

Het Klooster Aartsengelen (Servisch: Манастир Светих Архангела [of Арханђела], Manastir Svetih Arhangela [of Arhanđela]) is een Servisch-orthodox klooster gelegen in de buurt van Prizren, in Zuid-Kosovo. Het klooster werd gesticht door koning Stefan Uroš IV Dušan, en gebouwd tussen 1343 en 1352, op de plek van een oudere kerk, die deel uitmaakte van het fort van Višegrad. Het werd gebouwd als begraafplaats voor koning Dušan. Het complex, dat 6500 m² beslaat, bevat twee kerken, gewijd aan de Aartsengelen en Sint Nicolaas.
In 1455 werd het klooster leeggeroofd na de aankomst van de Ottomanen in het gebied. In 1615 werd het tot de grond toe afgebroken, en het materiaal werd gebruikt om de Sinan Pasha Moskee te bouwen in het nabije Prizren.
In 1927 werd archeologisch onderzoek gestart op de plaats van het klooster en werd het geleidelijk gerestaureerd. In 1998 werd het weer een actief mannenklooster. Na Operatie Allied Force en de terugtrekking van de Servische troepen uit het gebied werd het in juni 1999 leeggeroofd, en de gerestaureerde gebouwen werden in brand gestoken door manschappen van het Kosovo Bevrijdingsleger, ondanks de aanwezigheid van KFOR-troepen. Tijdens onlusten in 2004 werd het klooster wederom leeggeroofd en afgebrand.
Momenteel wonen in het complex weer enkele monniken, onder de bescherming van Duitse KFOR-troepen. Het gehele complex valt verder onder de bescherming van Servië, dat het beschouwt als deel van zijn cultureel erfgoed.